# Estrela do Norte (São Paulo)
Estrela do Norte is een gemeente in de Braziliaanse deelstaat São Paulo. De gemeente telt 2.474 inwoners (schatting 2009).